# Manikongo

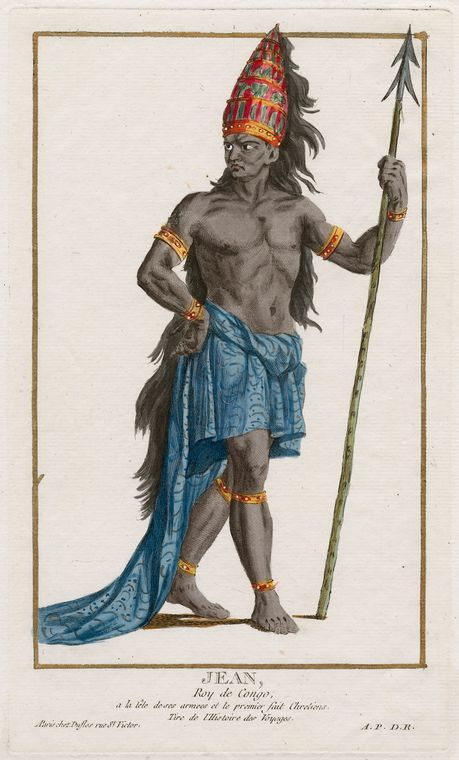
Rei Joan I del Congo

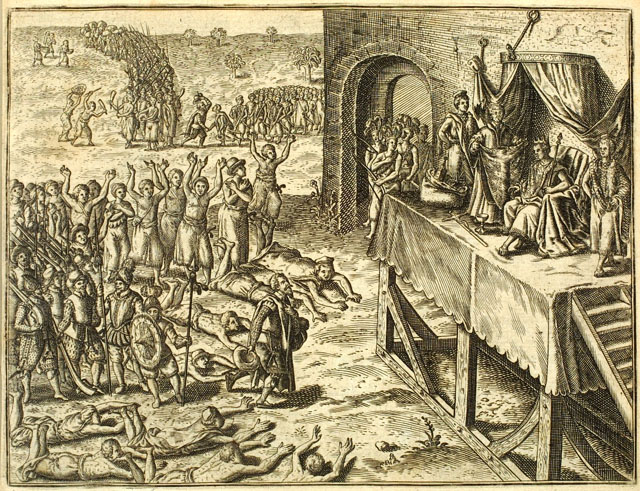
El Manikongo donant audiència a nadius i portuguesos

Manikongo o Mwene Kongo va ser el títol dels governants del regne del Congo, un regne que va existir des del segle xiv al XIX, el qual comprenia l'actual Angola i la República Democràtica del Congo. El manicongo tenia la seu del seu poder a Mbanza Kongo, encara que durant el període de 1570-1975, la ciutat canviava temporalment de nom, sent rebatejada com a São Salvador, l'actual capital de la província del Zaire, a Angola, des d'on es nomenava als governadors de les províncies del regne i es recaptaven els tributs corresponents .
El terme "manikongo" és una deformació portuguesa del terme kikongo "Mwene Kongo" (literalment "senyor del Congo"). El terme "wene" del que deriva "Mwene" es refereix al regne, segons textos missioners portuguesos de 1624, on s'explica als nadius sobre el Regne dels Cels. El terme "Mwene" es crea mitjançant l'addició del prefix personal "Mu-" a aquest terme, donant-li la definició de "persona que exerceix les funcions del regne".
Mani és una deformació de l'escriptura original d'aquesta paraula, que és advertida en texts bastant antics, en particular les cartes de sa majestat Alfons I del Congo, en les quals escriu als reis portuguesos Manuel I i Joan III sobre el moinepango (Mwene Mpangu) l'autoritat provincial del Congo, en la qual apareix la pronunciació actual del terme Mani.
La paraula no sols es va utilitzar per denominar als reis, també es va aplicar a qualsevol que tingués autoritat, inclosos funcionaris i sub-funcionaris provincials, als quals també se'ls va anomenar "mani". Malgrat el problemàtic de l'ús d'aquest terme, gairebé tots els escriptors, tant els parlants de kikongo, com els de portuguès, inclosos els propis reis del Congo, utilitzen el terme "Manikongo", per referir-se a aquesta autoritat.